# Leptothorax asper
Leptothorax asper är en myrart som beskrevs av Mayr 1887. Leptothorax asper ingår i släktet smalmyror, och familjen myror. Inga underarter finns listade i Catalogue of Life.